# Nkong-Ni
Nkong-Ni es un municipio del departamento de Menoua de la región del Oeste, Camerún. En noviembre de 2005 tenía una población censada de 53 367 habitantes.
Se encuentra ubicado cerca del río Noun, al norte de la ciudad más poblada del país, Duala.